# Phloiotrya velutina
Phloiotrya velutina is een keversoort uit de familie zwamspartelkevers (Melandryidae). De wetenschappelijke naam van de soort werd in 1895 gepubliceerd door George Charles Champion.